# Alirocumab
Alirocumab es un medicamento indicado en el tratamiento de las hiperlipemias. Es un anticuerpo monoclonal que actúa uniéndose a la proteína PCSK9. Pertenece a un nuevo grupo de medicamentos hipolipemiantes llamados inhibidores de la proproteína convertasa subtilisina/kexina tipo 9 (inhibidores de PCSK9). Su utilización ha sido autorizada como complemento de la dieta y el tratamiento en pacientes que no alcanzan los niveles óptimos de LDL con dosis máximas de estatinas. Se administra mediante inyección subcutánea

## Historia
En julio de 2015, la FDA de Estados Unidos aprobó el alirocumab como tratamiento de segunda línea para disminuir el colesterol LDL en pacientes adultos con hipercolesterolemia familiar o personas afectas de aterosclerosis que precisaran una reducción adicional del colesterol LDL cuando la dieta y el tratamiento con estatinas no fuera suficientemente eficaz. Esta fue la primera aprobación de un inhibidor de PCSK9, pero quedó condicionada a la finalización de nuevos ensayos clínicos que determinaran con más exactitud la eficacia y seguridad del fármaco.

## Mecanismo de acción
En circunstancias normales, el colesterol LDL se elimina de la sangre al fijarse a receptores específicos en el hígado. La PCSK9 es una sustancia presente de forma natural en la sangre que reduce el número de estos receptores, lo que favorece que los niveles de colesterol LDL sean altos. El alirocumab es un anticuerpo monoclonal que se une selectivamente a la PCSK9 en sangre e inhibe la degradación de los receptores celulares de las lipoproteínas de baja densidad que se encuentran situados en las células del hígado (hepatocitos). El resultado final es un aumento en el número de receptores lo que provoca disminución en el nivel de LDL en el plasma sanguíneo, que es la acción final que se pretende conseguir.